# Persico Marine
Pour les articles homonymes, voir Persico.
Persico Marine est un chantier naval italien dont les deux établissements sont situés à Nembro et à La Spezia. L'entreprise du Groupe Persico est créée en 1990 en se spécialisant dans la construction de voiliers pour la course au large.

## Organisation
Entreprise du groupe Persico, constructeur italien d'équipements pour les industries de l'automobile, de l'aéronautique et de la marine créé en 1976, Persico Marine naît en 1990 avec la fabrication des coques et des quilles de voiliers de la Class America et se spécialise dès lors dans la construction de voiliers pour la course au large. Elle possède deux établissements situés l'un à Nembro dans la province de Bergame en Lombardie et l'autre à La Spezia dans la province du même nom en Ligurie.

## Réalisations
Persico Marine réalise des voiliers de croisière et pour la course au large.

### Vendée Globe
Pour le Vendée Globe, Persico Marine construit des monocoques de la classe 60 pieds IMOCA depuis 2015 : 
- 2023 : le monocoque à dérives droites Tout commence en Finistère - Armor lux pour le skipper français Jean Le Cam engagé dans le Vendée Globe 2024-2025[4]

- 2022 : le monocoque à dérives droites Stand As One pour le skipper français Éric Bellion engagé dans le Vendée Globe 2024-2025, sister-ship de Tout commence en Finistère - Armor lux[5]

- 2022 : le foiler Biotherm pour le skipper français Paul Meilhat, engagé dans le Vendée Globe 2024-2025[6]

- 2019 : le foiler Linked Out pour le skipper français Thomas Ruyant, 6e du Vendée Globe 2020-2021[7] puis, sous le nom de Vulnérable barré par le skipper britannique Sam Goodchild, engagé dans le Vendée Globe 2024-2025[8]

- 2015 : le foiler Vento di Sardegna pour le skipper italien Andrea Mura (it)[9],[a], puis, sous le nom de No Way Back barré par le skipper néerlandais Pieter Heerema, 17e du Vendée Globe 2016-2017[11], puis, sous le nom de Newrest - Art & Fenêtres barré par le skipper français Fabrice Amedeo engagé dans le Vendée Globe 2020-2021 (abandon)[12]

L'entreprise fournit également les foils de plusieurs monocoques : Hublot, Prysmian, Linked Out, Arkéa-Paprec et Hugo Boss.

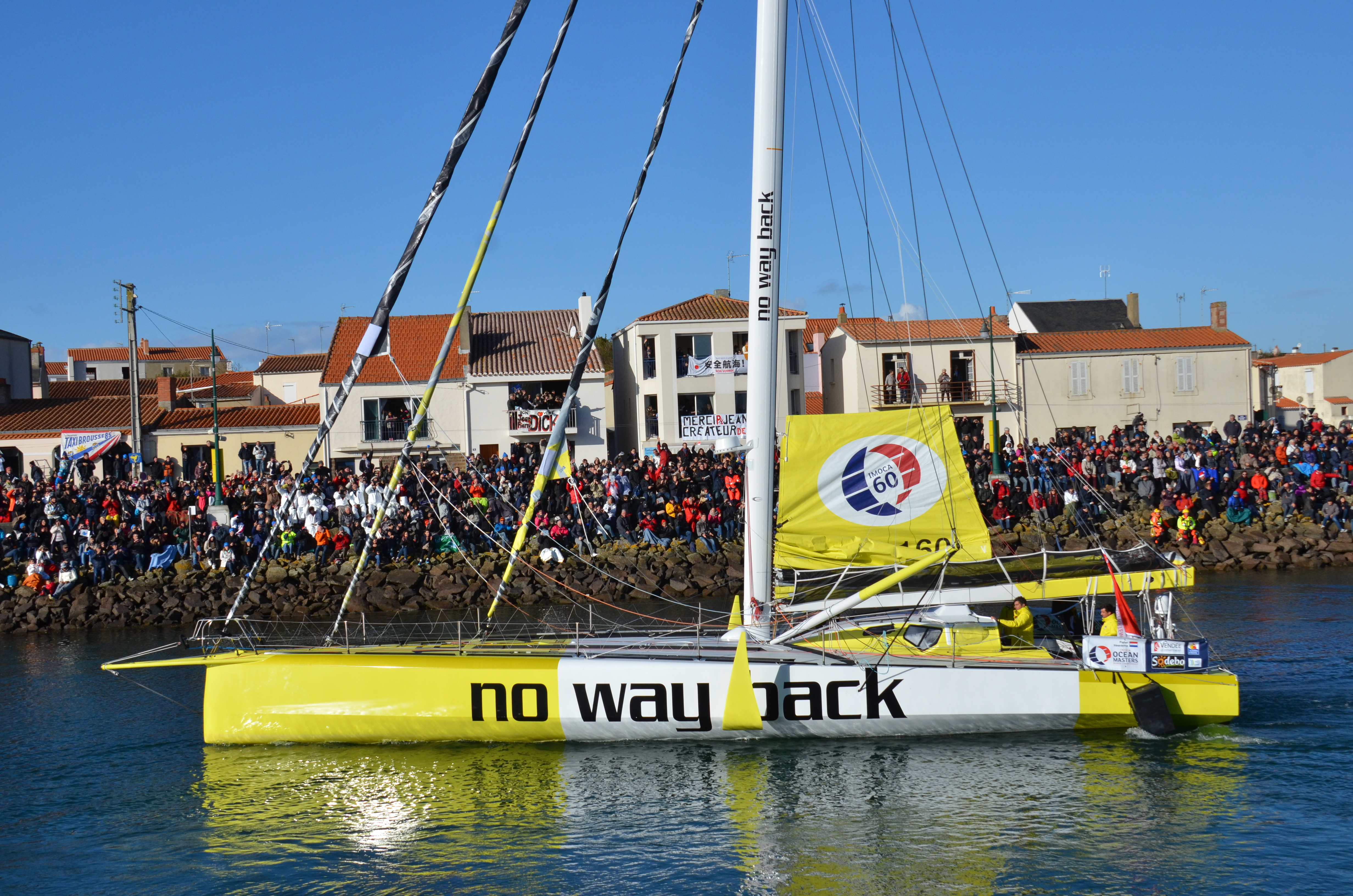
No Way Back 6 novembre 2016
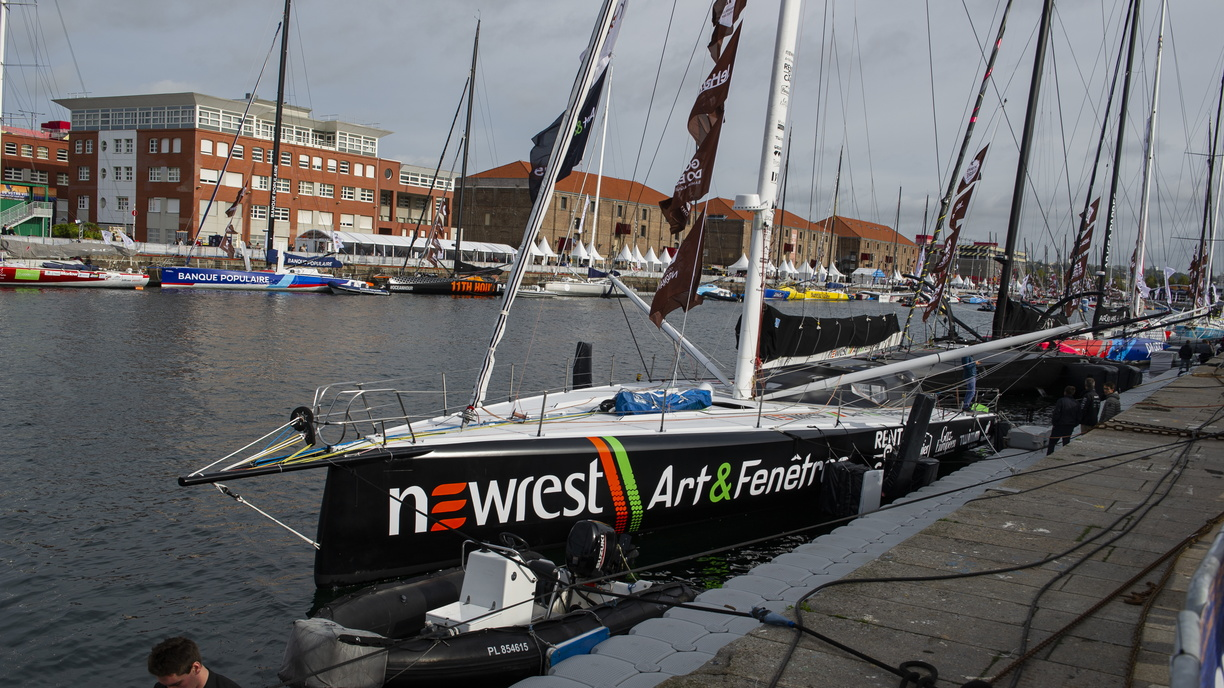
Newrest - Art & Fenêtres 19 octobre 2019
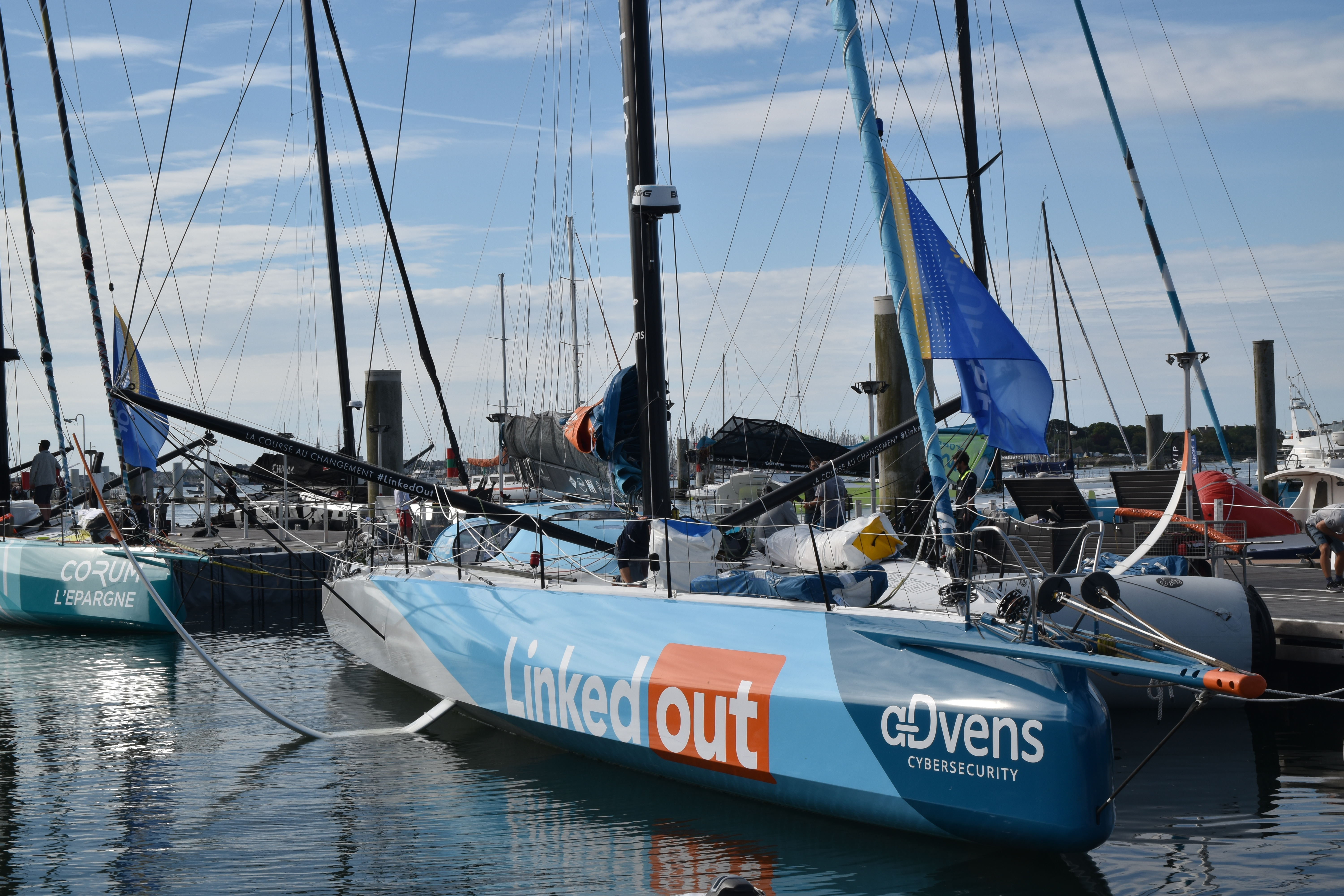
Linked Out 28 mai 2021
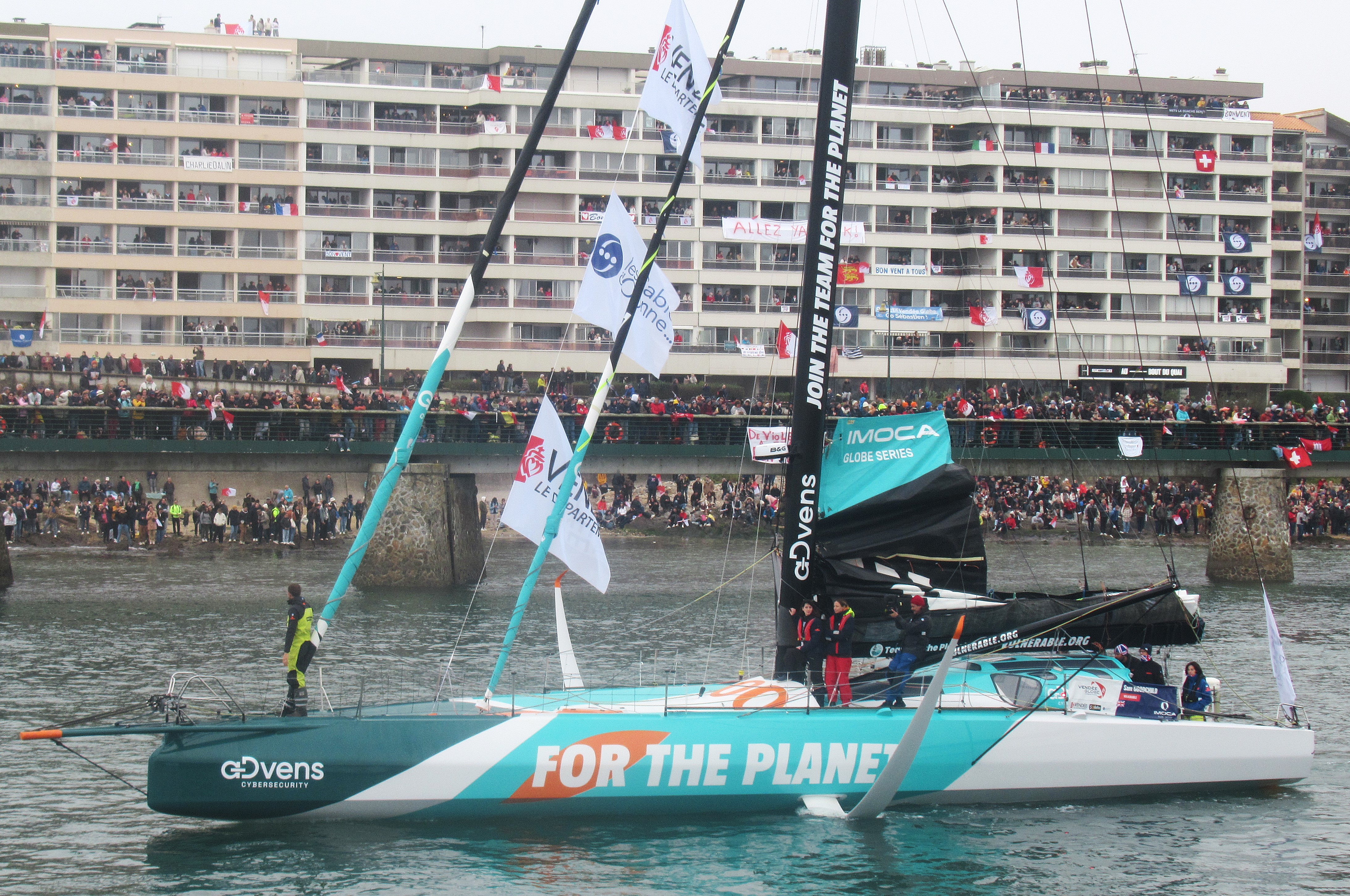
Vulnérable 10 novembre 2024
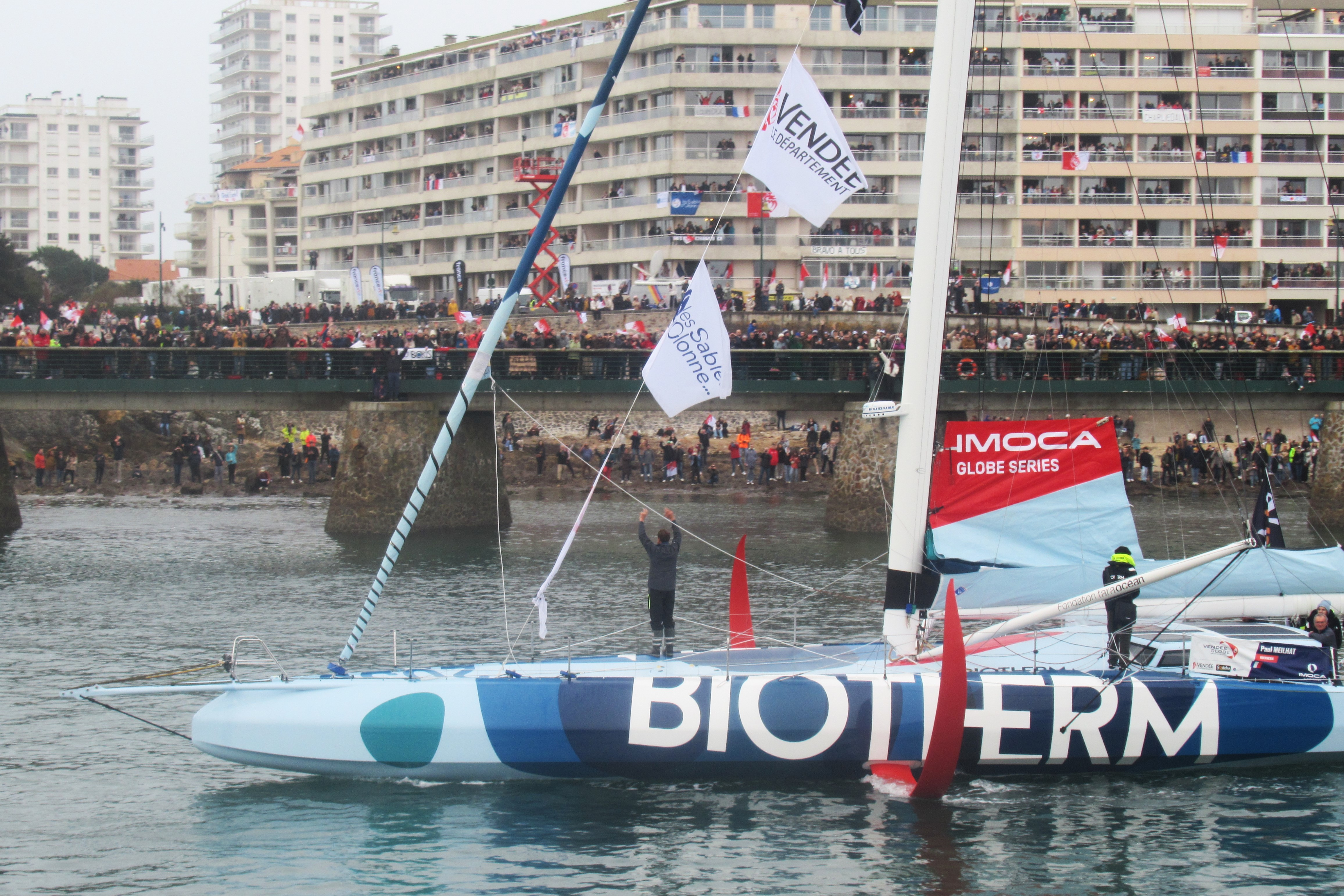
Biotherm 10 novembre 2024
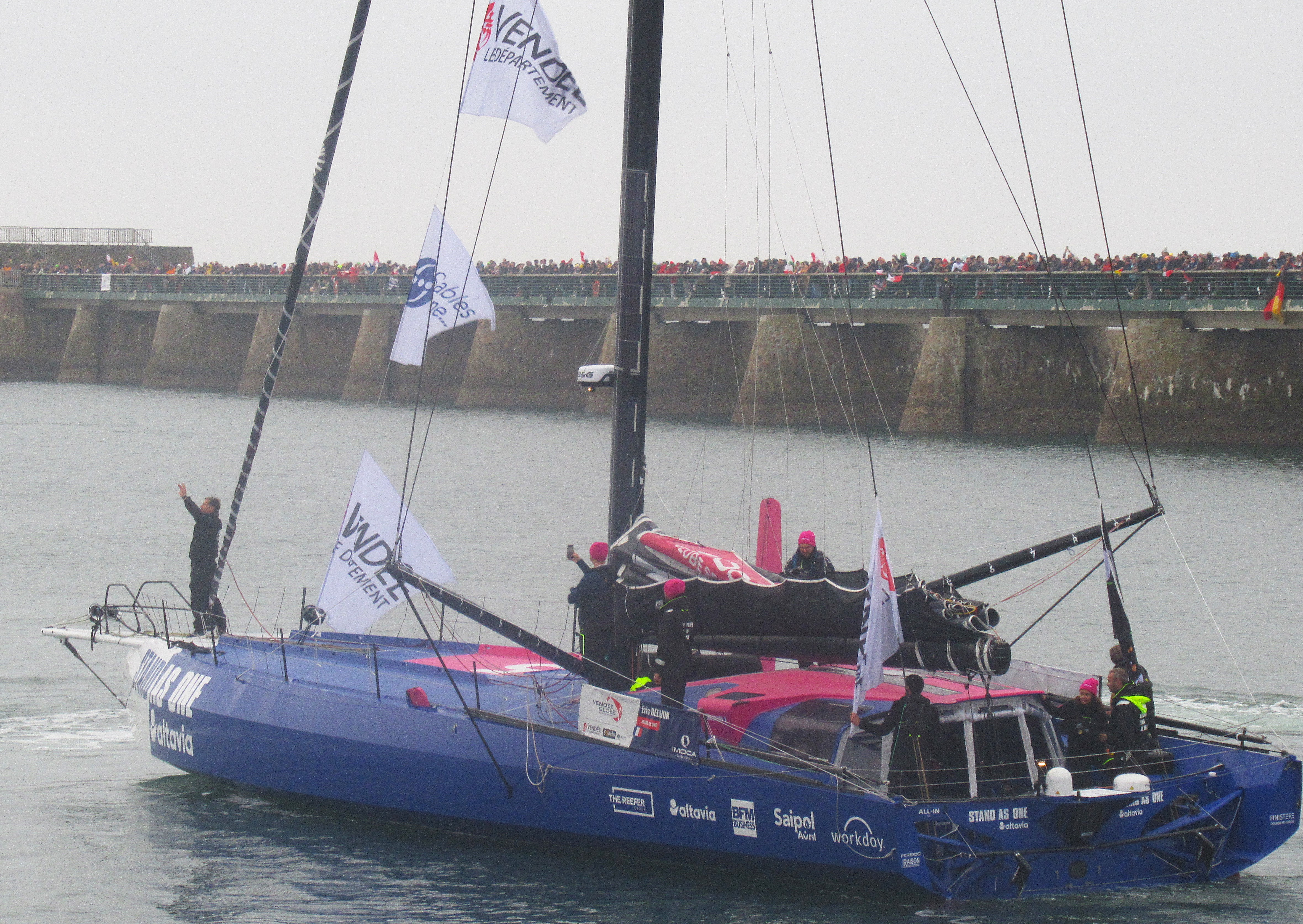
Stand As One 10 novembre 2024
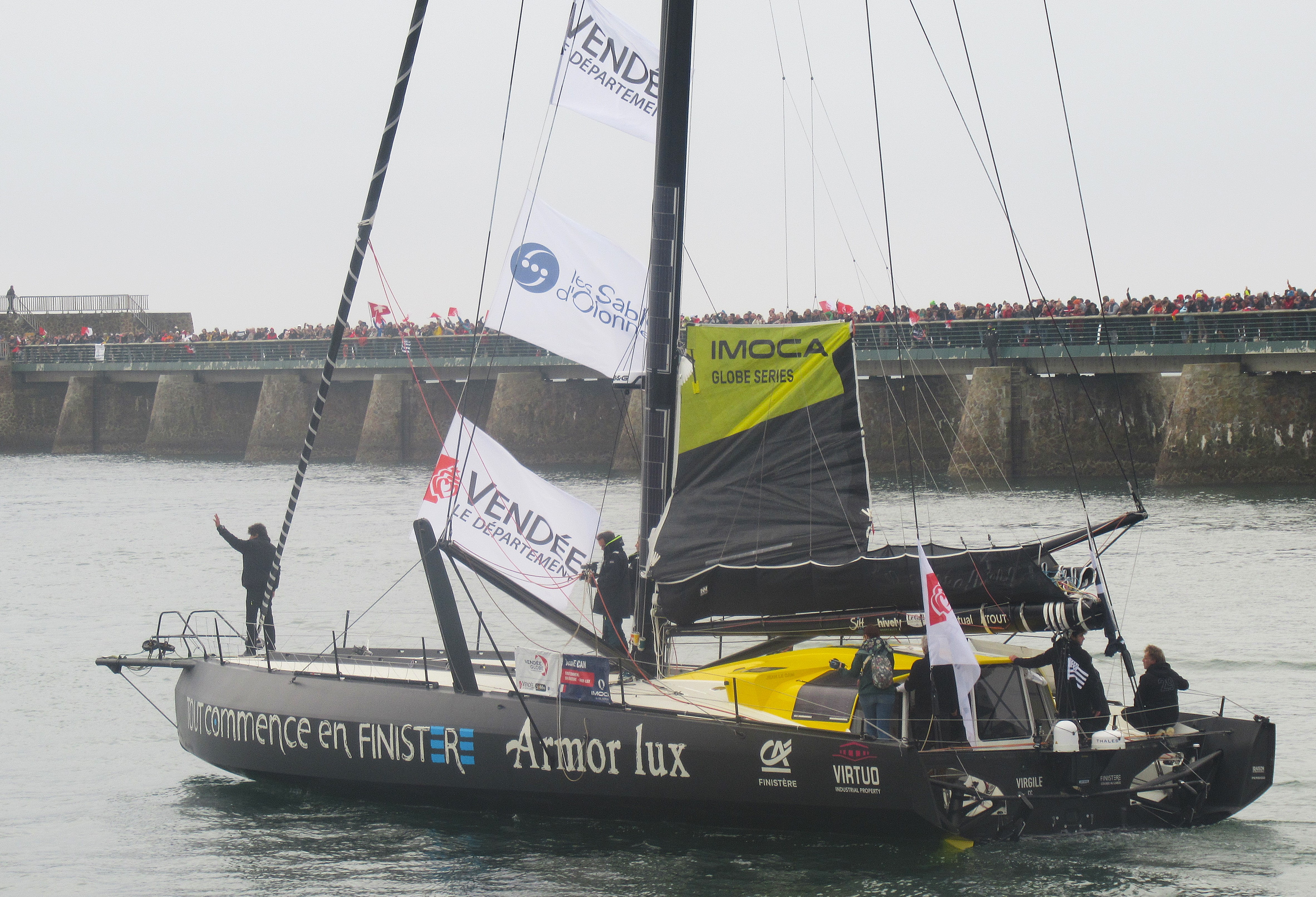
Tout commence en Finistère - Armor lux 10 novembre 2024

### Notes

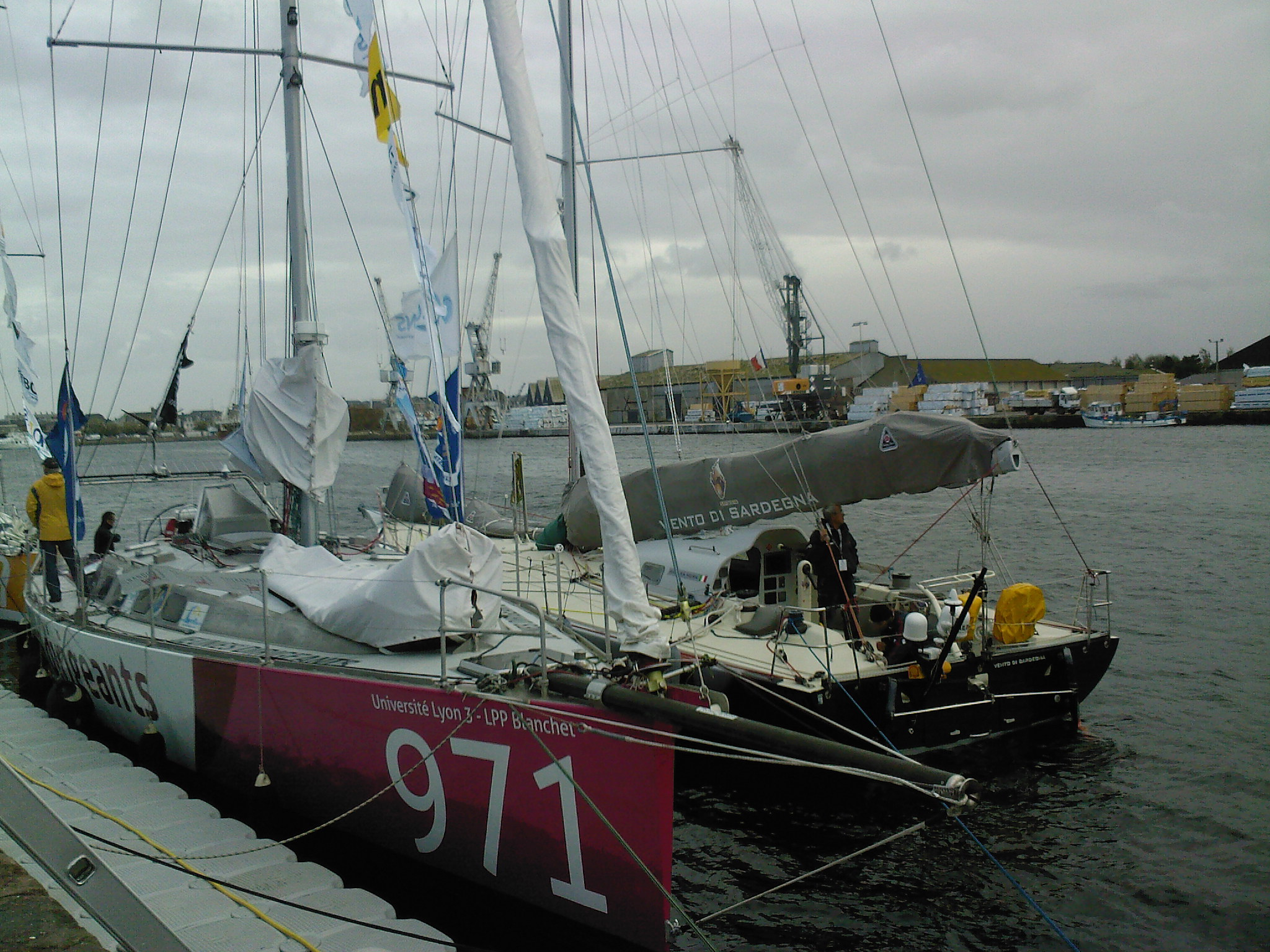
Le précédent Vento di Sardegna d'Andrea Mura
24 octobre 2010